# 財富調查組
財富調查組（英文：Financial Investigations Division，縮寫：FID）於1989年成立，隸屬於香港警務處刑事及保安處刑事部財富情報及調查科，其主要責任為與海外執法機關緊密合作，遏止與香港有關的犯罪集團在其他司法管轄權地區活動，並且追蹤、凍結及充公犯罪集團（包括涉及色情活動、非法賭博、詐騙、金融犯罪及高利貸等等）的資產以至恐怖份子籌資活動。財富調查組為打擊清洗黑錢財務行動特別組織、亚太反洗钱组织及埃格蒙特集團財富情報組別成員，為國際上制定打擊清洗黑錢及恐怖份子籌資活動政策的重要成員之一，各亞太區執法機構在檢測其打擊清洗黑錢、反恐怖主義籌資活動及財富調查訓練的管理效能時，皆以財富調查組作為首選的標準機構。
2021年6月，財富調查組脫離毒品調查科，在新成立的財富情報及調查科轄下運作。

## 組織
- 財富調查組（英文：Financial Investigation）：設有訓練及外展隊，為不同地區的人員提供訓練，被認為是亞太區的財富調查訓練翹楚；由一名警司領導。
  - 財富調查組1：負責執行《香港法例》第405章《販毒（追討得益）條例》；由一名總督察領導。
  - 財富調查組2：負責執行《香港法例》第455章《有組織及嚴重罪案條例》；由一名總督察領導。
  - 財富調查組3：負責執行《聯合國（反恐怖主義措施）條例》；由一名總督察領導[3]。

### 歷任主管
- 庾燕青警司（女性）（？至今）

## 歷史
1989年，財富調查組成立。因應國際間打擊洗黑錢及恐怖份子籌資活動的合作日趨緊密，財富調查組於1991年成為打擊清洗黑錢財務行動特別組成員，其後於1997年加入亚太反洗钱组织。
2002年年中起，財富調查組參與由英國國家罪案調查組主導的「閃長岩」行動，為後者分析及搜集財務的情報，追查黑錢流向及在香港突擊搜查多處地址，最終掌握重要的線索及證據，協助後者成功偵破英國歷史上最大宗的清洗黑錢罪案，涉及至少千萬英磅。
2009年至2010年一年間，財富調查組和聯合財富情報組人員先後到訪中國大陸、澳門、法國、澳大利亞、卡塔爾、泰國、柬埔寨、越南及馬來西亞等考察。 
2012年4月，《香港法例》第615章《打擊洗錢及恐怖分子資金籌集（金融機構）條例》生效，金融機構必須向執法部門舉報發現的任何可疑交易報告，財富調查組接獲的可疑交易報告亦隨此而急劇增加，從2004年的約14,000宗、2012年的約23,000宗、2013年的32,000宗，逐年以數千宗趨勢增加至2014年的37,188宗。加上恐怖主義於2010年代後加劇活躍，全球合作打擊洗黑錢的行動亦都變得更加緊密，另外中共十八大以來的反腐敗工作席捲香港，香港面對洗黑錢罪行的風險急劇地增加，財富調查組及聯合財富情報組每日平均接獲逾百宗新增報告，每年亦需要處理逾千宗已經被確認的洗黑錢罪案，工作壓力異常沉重。
2021年6月1日，財富情報及調查科（FIIB）成立，財富調查組脫離毒品調查科。
由於每宗案件的性質及所涉及的金額不同，因此調查範圍包括現金、生意、地產及貴金屬等等多個範疇，或跨境或跨國，涉及金額動輒數十億港元至逾百億港元，故此每宗調查均消耗不少警察力量。為了提升效率，財富調查組進行了適度改革，包括就案件排列緩急輕重，先主力調查比較大型的案件，而部分已經被立案及受到控制的案件則再依次處理，期間無期凍結疑犯的資金及財產；而部份涉嫌貪污之案件則轉交由廉政公署處理。另外，財富調查組在商業罪案調查科及各警區刑事偵緝單位挑選人員參與財富調查課程，將具備初步接獲案件及協助財富調查能力的人員增加至逾千名。

## 遴選訓練
投考加入財富調查組的人員必須心思縝密、無懼挑戰以及能夠承受沉重精神壓力，持有商學（包括經濟學、會計學等等）及法律學等相關學位以及工作背景均有優勢。大部份人員擁有會計師及核數師等資格，於加入警務處前擁有相關的工作經驗。

## 培訓

### 財富調查課程
財富調查課程（英文：Financial Investigation Course，縮寫：FIC）由財富調查組主辦，為期7日，每年舉辦4次總區課程（訓練約500名人員）以及兩次國際課程，除了香港警務人員、香港海關、廉政公署、稅務局及其他監管機構人員外，中國大陸、澳門（包括金融情報辦公室及澳門廉政公署）、新加坡、印度尼西亞、菲律賓、馬來西亞、泰國、韓國、日本、澳大利亞、美國及荷蘭等等海外人員均會參與。

## 裝備

### 槍械
- SIG P250 DCc

## 大事記
- 楊家誠

## 相關參見
- 聯合財富情報組
- 商業罪案調查科
- 毒品調查科
- 有組織罪案及三合會調查科
- 澳門特別行政區警察總局金融情報辦公室